# Amaka Hahina
Amaka Hahina est un projet musical français fondé vers 1995 et appartenant au genre dark ambient. Amaka Hahina constitue le projet solo de Lord Beleth'Rim, ancien membre des Légions Noires (LLN) ayant notamment œuvré au sein de la formation Torgeist.

## Biographie
Les premières mentions de ce projet musical remontent à 1995, avec la publication d'une interview dans le fanzine "The Black Plague". Ce n'est toutefois qu'en 2001, après la cessation d'activité des Légions Noires, que sont publiées les trois premières démos de Amaka Hahina, dont la première est diffusée par le label Drakkar Productions, les deux suivantes étant auto-produites. En 2002, un album CD sera publié sur ce même label. Le projet ne donnera pas d'autres signes d'activité, Beleth'Rim étant entretemps revenu au black metal avec ses projets Hellraper et Vermeth.

## Membres
Lord Beleth'Rim: tous instruments

## Discographie
- Demetria (2001, cassette, Drakkar Productions DK024)
- Elsia Keth (2001, cassette, auto-production)
- Seream Iarkham Beleth'Rim (2001, cassette, auto-production)
- Aheah Saergathan! (2002, CD, Drakkar Productions DKCD026)